# Monsieur de Saint-Lambert
Monsieur de Saint-Lambert est un claveciniste,  pédagogue et compositeur français, actif à Paris vers 1700.

## Biographie
On ne sait quasiment rien de Monsieur de Saint-Lambert. L’erreur fréquente de lui attribuer le prénom Michel proviendrait d’une confusion avec le chanteur et compositeur Michel Lambert faite dès 1732 par Walther dans son Musicalisches Lexicon. Dans sa Biographie universelle des musiciens, François-Joseph Fétis lui donne le prénom de Michel et affirme que l’erreur a été commise par Gerber dans son Historisch-biographisches Lexicon der Tonkünstler (Leipzig, 1790–92) .
Le seul fait biographique certain est que, quelques années avant la publication des Principes, il fut appelé en province pour enseigner à des personnes de qualité qui désiraient un maître parisien. Il aurait été l'ami de Louis Marchand .
Presque tout ce que l’on connaît de ce Saint-Lambert tient dans ses deux traités, « Les principes du clavecin contenant une explication exacte de tout ce qui concerne la tablature & le clavier » et « Nouveau traité de l’accompagnement du clavecin, de l’orgue et des autres instruments », publiés à Paris en 1702 et 1707. Les Principes, qui constituent la première méthode de clavecin publiée en France (14 ans avant l’Art de toucher le clavecin de François Couperin) sont clairs et intelligemment rédigés ; ils contiennent tous les aspects de l’exécution au clavecin, notamment les ornements, la tessiture de l’instrument, la mesure et le tempo. 
Si l’enseignement de Saint-Lambert est plutôt basé sur le répertoire du XVIIe siècle, ses idées relatives sur la réforme de la notation étaient en avance sur son temps, notamment à propos de l’ajout d’un bémol, de l’indication de la mesure et de l’usage des clés.
Ses écrits, qui étaient de qualité comme le confirment les citations voire le plagiat qu’en ont fait Brossard, Rameau, Heinichen, Mattheson et Adlung, témoignent qu’il était un bon claveciniste et un professeur compétent ; ils laissent deviner qu’il était un homme ouvert d’esprit et un professeur attentif. 
Les quelques rares œuvres qu’on lui connaît ne démontrent pas un compositeur de grande valeur.

## Œuvres
- Les principes du clavecin contenant une explication exacte de tout ce qui concerne la tablature & le clavier, Paris, 1702.
- Nouveau traité de l’accompagnement du clavecin, de l’orgue et des autres instruments, Paris, 1707.
- Quelques chansons dans « Recueils d’airs sérieux et à boire » (Paris, 1701 et 1702).